# Afrodita, el jardín de los perfumes
Afrodita, el jardín de los perfumes és una pel·lícula coproducció de l'Argentina i Mali filmada en colos dirigida per Pablo César sobre el seu propi guió que es va estrenar el 15 d'octubre de 1998 i que va tenir com a actors principals a Issa Coulibaly i Alejandro Da Silva.

## Sinopsi
La història d'Afrodita des del seu naixement i la seva relació amb els altres déus de la mitologia grega.

## Repartiment
Van participar del film els següents intèrprets:
- Issa Coulibaly
- Alejandro Da Silva
- Karamoko Sinayoko
- Hama Maiga
- Guibi Ouedraogo
- Sacko Kante
- Fatoumata Coulibaly
- Fatoumata Yerle
- Rokia Daiwara
- Yiriba Coulibaly

## Comentaris
Diego Batlle a La Nación va opinar:
| « | «Resulta molt difícil no abordar aquesta pel·lícula des de la irritació, la burla o l'improperi fàcil…sota el vel d'una obra culta i ambiciosa, no és més que un producte tan exòtic com soporífer i descartable.» | » |

Manrupe i Portela escriuen:
| « | «Aquesta improbable coproducció amb Mali a més de ser una obertura intent de traslladar la Teogonía de Hesíode, converteix al seu director en aquell que va arribar més lluny (geogràficament) buscant inversors. Abans havia filmat a Tunísia i a l'Índia.» | » |